# T-42 (Panzer)
Der T-42 (auch TG-W genannt) war ein Entwurf eines überschweren sowjetischen Kampfpanzers der 1930er-Jahre.

## Geschichte
In den späten 1920er- und frühen 1930er-Jahren erforderte die militärische und politische Situation der Sowjetunion die technische Wiederbewaffnung und Modernisierung der Armee. Dies umfasste auch ein Programm zur Ausstattung mit gepanzerten Fahrzeugen, das vom Rat der Volkskommissare im Jahre 1929 angenommen wurden. Die damals der Roten Armee zur Verfügung stehenden Panzer bestanden hauptsächlich aus leichten Infanteriepanzern des Types T-18 aus eigener Produktion und einigen mittleren und schweren britischen Panzern des Ersten Weltkriegs. Die Arbeiten an der Schaffung eigener mittlerer und schwerer Panzer, die in der UdSSR begannen, kollidierten schnell mit dem fehlenden technischen und wissenschaftlichen Personal und der fehlenden Erfahrung im Panzerbau. Nach einer Reihe erfolgloser Versuche, ein vollständig einheimisches Panzerprojekt (wie den T-30) zu entwickeln, wurde beschlossen, entsprechendes Personal aus dem Ausland zu gewinnen, vor allem aus dem Deutschen Reich.
Im März 1930 kam eine Gruppe von Spezialisten, die von Ingenieur Eduard Grote geführt wurde, aus Deutschland. Diese wurde beauftragt, Panzerprojekte für die Rote Armee zu entwickeln. Grotes erste Arbeit war das Konzept des mittleren Panzers TG (Tank Grote), das viele vielversprechende Lösungen hatte und im Allgemeinen das Niveau des weltweiten Panzerbaues dieser Zeit übertraf. Der Panzer machte einen sehr positiven Eindruck auf die Führung der Roten Armee, war aber zu komplex für eine Serienfertigung. Daraufhin begann Grote mit dem Entwurf eines schweren Panzers. Die rote Armee hatte zudem bereits parallel mit den Arbeiten an dem schweren Panzer T-35 begonnen.

## Beschreibung
Die Konstruktion des T-42 ähnelte grundsätzlich der des T-35 und dessen Prototyp T-35-1. Im vorderen Teil des Panzers befand sich der Fahrerplatz. Der Hauptturm wurde entlang der Längsachse des Panzers platziert und stark nach vorne gelagert. Die Vielzahl der Waffen wurde in fünf Türmen eingesetzt, die in zwei Ebenen angeordnet waren (entsprechend dem Vorgänger TG-IV-Projekt). Die erste Stufe bildeten vier Türme, die um den Hauptturm herum angeordnet waren. Vor ihm wurden zwei Kanonentürme mit der 45-mm-Kanone M1932/38 20K bewaffnet und mit ihnen zwei 7,62-mm-MG DT nach hinten gekoppelt, die auch in der Lage waren, auf Luftziele zu schießen. Die zweite Stufe bildete der Hauptturm, bewaffnet mit der 107-mm-Kanone M1910/30, die für den Einbau in den Panzer angepasst werden sollte. Auf dem Dach des Hauptturms war zudem ein DT-Maschinengewehr für den Kommandanten vorgesehen.
Die Motor-Getriebe-Einheit befand sich im Heck des Panzers. Dabei stellte die Antriebseinheit des Panzers die Entwickler vor eine große Herausforderung, denn die Leistung der zu dieser Zeit verfügbaren Motoren reichte nicht aus, um die 100 Tonnen von der Stelle zu bewegen. Um den Panzer mit einer akzeptablen Geschwindigkeit zu bewegen, musste der T-42 mit einer Leistung von ca. 2000 PS ausgestattet sein. Da im Jahre 1932 ein so starker Motor nicht existierte, waren zwei Lokomotiv-Dieselmotoren mit je 1000 PS Leistung als Zwillingsanlage geplant.
Der Panzer sollte ein Rollenwagen-Laufwerk mit je 6 Rollenwagen zu je 2 Laufrollen, je einer einzelnen Laufrolle an Bug und Heck sowie einen Rollenwagen mit 3 Laufrollen in der Mitte des Fahrzeuges, insgesamt 17 Laufrollen je Seite erhalten. Das Leitrad befand sich am Bug, das Antriebsrad am Heck des Panzers. Um die Steuerung des Panzers zu erleichtern, wurde wie im Fall des TG-IV eine elektrische Übertragung und Servosteuerung vorgesehen. Dies führte zwar zu einer erheblichen Verbesserung der Steuerbarkeit, machte den Panzer jedoch sehr kompliziert und teuer.
Es wird davon ausgegangen, dass der Panzer unterschiedlich abgestufte Panzerungen mit einer maximalen Dicke von 70 mm an der Front und den Türmen besaß.

## Ergebnis
Wie die meisten in den 1920er- und 1930er-Jahren weltweit entwickelten überschweren Panzer hatte der T-42 fast keinen praktischen Nutzen. Die schiere Größe und das Gewicht eines solchen Panzers machten ihn trotz Flugabwehrmaßnahmen zu einem perfekten Ziel. Darüber hinaus gab es Bedenken, wie ein Panzer mit dieser Größe und diesem Gewicht an die Frontlinie und in den Kampf herangeführt werden sollte. Zum Beispiel war unklar, wie ein solch schwerer Panzer über Brücken zu bewegen war oder auf ein Schienenfahrzeug. Aus diesen Gründen und wegen der horrenden Kosten wurde die Entwicklung des T-42 trotz seiner starken Bewaffnung nicht weiterverfolgt. Das Konzept des Panzers wurde nicht angenommen und stattdessen der T-35 von der UdSSR zur Weiterentwicklung ausgewählt.